# Nereis sieboldii
Nereis sieboldii är en ringmaskart som beskrevs av Grube 1873. Nereis sieboldii ingår i släktet Nereis och familjen Nereididae. Inga underarter finns listade i Catalogue of Life.